# Grande Prêmio do Brasil de 1985
Resultados do Grande Prêmio do Brasil de Fórmula 1 realizado em Jacarepaguá em 7 de abril de 1985. Primeira etapa do campeonato, foi vencido pelo francês Alain Prost, da McLaren-TAG/Porsche, com Michele Alboreto em segundo pela Ferrari e Elio de Angelis em terceiro pela Lotus-Renault.

## Resumo
Nelson Piquet abandonou por quebra de suspensão e Ayrton Senna por falha elétrica.
Última corrida de René Arnoux como piloto da Ferrari.
Estreia da equipe Minardi e primeira vez que o italiano Pierluigi Martini conquista a classificação para o grid (foi inscrito para o GP da Itália de 1984 pela equipe Toleman, mas não conseguiu a vaga).

## Classificação

### Treinos oficiais
| Pos.    | Nº | Piloto             | Construtor          | Q1       | Q2       | Diferença |
| ------- | -- | ------------------ | ------------------- | -------- | -------- | --------- |
| 1       | 27 | Michele Alboreto   | Ferrari             | 1:28.899 | 1:27.768 | —         |
| 2       | 6  | Keke Rosberg       | Williams-Honda      | 1:32.135 | 1:27.864 | + 0.096   |
| 3       | 11 | Elio de Angelis    | Lotus-Renault       | 1:28.081 | —        | + 0.313   |
| 4       | 12 | Ayrton Senna       | Lotus-Renault       | 1:28.705 | 1:28.389 | + 0.621   |
| 5       | 5  | Nigel Mansell      | Williams-Honda      | 1:31.211 | 1:28.848 | + 1.080   |
| 6       | 2  | Alain Prost        | McLaren-TAG/Porsche | 1:30.253 | 1:29.117 | + 1.349   |
| 7       | 28 | René Arnoux        | Ferrari             | 1:30.813 | 1:29.612 | + 1.844   |
| 8       | 7  | Nelson Piquet      | Brabham-BMW         | 1:31.364 | 1:29.855 | + 2.087   |
| 9       | 1  | Niki Lauda         | McLaren-TAG/Porsche | 1:30.716 | 1:29.984 | + 2.216   |
| 10      | 16 | Derek Warwick      | Renault             | 1:31.533 | 1:30.100 | + 2.332   |
| 11      | 15 | Patrick Tambay     | Renault             | 1:30.254 | 1:30.516 | + 2.486   |
| 12      | 18 | Thierry Boutsen    | Arrows-BMW          | 1:32.207 | 1:30.593 | + 2.825   |
| 13      | 25 | Andrea de Cesaris  | Ligier-Renault      | 1:33.718 | 1:31.411 | + 3.643   |
| 14      | 22 | Riccardo Patrese   | Alfa Romeo          | 1:32.107 | 1:31.790 | + 4.022   |
| 15      | 26 | Jacques Laffite    | Ligier-Renault      | 1:37.803 | 1:32.021 | + 4.253   |
| 16      | 9  | Manfred Winkelhock | RAM-Hart            | 1:36.239 | 1:32.560 | + 4.792   |
| 17      | 8  | François Hesnault  | Brabham-BMW         | 1:34.742 | 1:32.904 | + 5.136   |
| 18      | 23 | Eddie Cheever      | Alfa Romeo          | 1:33.094 | 1:33.091 | + 5.323   |
| 19      | 17 | Gerhard Berger     | Arrows-BMW          | 1:34.919 | 1:34.773 | + 7.005   |
| 20      | 10 | Philippe Alliot    | RAM-Hart            | 1:35.726 | 1:37.409 | + 7.958   |
| 21      | 3  | Martin Brundle     | Tyrrell-Ford        | 1:36.225 | 1:36.152 | + 8.384   |
| 22      | 24 | Piercarlo Ghinzani | Osella-Alfa Romeo   | 1:38.272 | 1:36.743 | + 8.975   |
| 23      | 4  | Stefan Johansson   | Tyrrell-Ford        | 1:37.799 | 1:37.293 | + 9.525   |
| 24      | 21 | Mauro Baldi        | Spirit-Hart         | 1:41.330 | —        | + 13.562  |
| 25      | 29 | Pierluigi Martini  | Minardi-Ford        | 1:44.046 | —        | + 16.278  |
| Fontes: |    |                    |                     |          |          |           |

### Corrida
| Pos.    | N.º | Piloto             | Construtor          | Voltas | Tempo/Diferença        | Grid | Pontos |
| ------- | --- | ------------------ | ------------------- | ------ | ---------------------- | ---- | ------ |
| 1       | 2   | Alain Prost        | McLaren-TAG/Porsche | 61     | 1:41:26.115            | 6    | 9      |
| 2       | 27  | Michele Alboreto   | Ferrari             | 61     | + 3.259                | 1    | 6      |
| 3       | 11  | Elio de Angelis    | Lotus-Renault       | 60     | + 1 volta              | 3    | 4      |
| 4       | 28  | René Arnoux        | Ferrari             | 59     | + 2 voltas             | 7    | 3      |
| 5       | 15  | Patrick Tambay     | Renault             | 59     | + 2 voltas             | 11   | 2      |
| 6       | 26  | Jacques Laffite    | Ligier-Renault      | 59     | + 2 voltas             | 15   | 1      |
| 7       | 4   | Stefan Johansson   | Tyrrell-Ford        | 58     | + 3 voltas             | 23   |        |
| 8       | 3   | Martin Brundle     | Tyrrell-Ford        | 58     | + 3 voltas             | 21   |        |
| 9       | 10  | Philippe Alliot    | RAM-Hart            | 58     | + 3 voltas             | 20   |        |
| 10      | 16  | Derek Warwick      | Renault             | 57     | + 4 voltas             | 10   |        |
| 11      | 18  | Thierry Boutsen    | Arrows-BMW          | 57     | + 4 voltas             | 12   |        |
| 12      | 24  | Piercarlo Ghinzani | Osella-Alfa Romeo   | 57     | + 4 voltas             | 22   |        |
| 13      | 9   | Manfred Winkelhock | RAM-Hart            | 57     | + 4 voltas             | 16   |        |
| Ret     | 17  | Gerhard Berger     | Arrows-BMW          | 51     | Suspensão              | 19   |        |
| Ret     | 12  | Ayrton Senna       | Lotus-Renault       | 48     | Pane elétrica          | 4    |        |
| Ret     | 23  | Eddie Cheever      | Alfa Romeo          | 42     | Motor                  | 18   |        |
| Ret     | 29  | Pierluigi Martini  | Minardi-Ford        | 41     | Motor                  | 25   |        |
| Ret     | 1   | Niki Lauda         | McLaren-TAG/Porsche | 27     | Sistema de combustível | 9    |        |
| Ret     | 25  | Andrea de Cesaris  | Ligier-Renault      | 26     | Acidente               | 13   |        |
| Ret     | 22  | Riccardo Patrese   | Alfa Romeo          | 20     | Furo                   | 14   |        |
| Ret     | 6   | Keke Rosberg       | Williams-Honda      | 10     | Turbo                  | 2    |        |
| Ret     | 8   | François Hesnault  | Brabham-BMW         | 9      | Acidente               | 17   |        |
| Ret     | 5   | Nigel Mansell      | Williams-Honda      | 8      | Escapamento            | 5    |        |
| Ret     | 21  | Mauro Baldi        | Spirit-Hart         | 7      | Turbo                  | 24   |        |
| Ret     | 7   | Nelson Piquet      | Brabham-BMW         | 2      | Transmissão            | 8    |        |
| Fontes: |     |                    |                     |        |                        |      |        |

## Tabela do campeonato após a corrida
| Pos.    | Piloto           | Pontos |
| ------- | ---------------- | ------ |
| 1       | Alain Prost      | 9      |
| 2       | Michele Alboreto | 6      |
| 3       | Elio de Angelis  | 4      |
| 4       | René Arnoux      | 3      |
| 5       | Patrick Tambay   | 2      |
| Fontes: |                  |        |

| Pos.    | Construtor          | Pontos |
| ------- | ------------------- | ------ |
| 1       | McLaren-TAG/Porsche | 9      |
| 2       | Ferrari             | 9      |
| 3       | Lotus-Renault       | 4      |
| 4       | Renault             | 2      |
| 5       | Ligier-Renault      | 1      |
| Fontes: |                     |        |

- Nota: Somente as primeiras cinco posições estão listadas. Entre 1981 e 1990 cada piloto podia computar onze resultados válidos por temporada não havendo descartes no mundial de construtores.